# Kolumna (Łask)
Kolumna (także Stara Kolumna) – część miasta Łask. Dawniej samodzielna wieś, w latach 1959–1972 część osiedla Kolumna, od 1973 w granicach Łasku. Rozpościera się w okolicach obecnej ul. Lipowej.

## Historia
Nazwa Kolumna pojawiła się w źródłach pisanych w XVII w., gdzie wspomina się o pracującym tu młynie. Możliwe jest, że nazwa pochodzi od Samuela Nadolskiego, właściciela Łasku w latach 1635–1661, który w herbie miał właśnie kolumnę (Porównaj: korab). Ta osada młyńska (wraz z karczmą) była położona nad Grabią, kilkaset metrów w górę rzeki od ujścia Pałusznicy. W 1752 r. zapisano, że była tu walcownia miedzi (czynna do 1917 r.). W 1826 r. osada liczyła 5 domów z 29 mieszkańcami. Na mapie kwatermistrzowskiej z 1839 r. opisano ją jako odrębną osadę (zwaną dziś Starą Kolumną), a na mapie przemysłowej Królestwa Polskiego z 1885 r. zaznaczono tu kuźnicę (miedzi?). W końcu XIX w. Kolumna liczyła 12 zagród z 76 mieszkańcami i wraz z dobrami łaskimi należała do Szweycerów, którzy mieszkali w pobliskiej wsi Ostrów.
W 1928 roku Janusz Szweycer wydzielił ze swoich dóbr ziemskich kilkaset hektarów, które przeznaczył pod budowę miejscowości letniskowej, której nadano nazwę Las-Kolumna. Rozparcelowano tereny leśne, wytyczono rynek, place pod szkołę, kościół, pocztę i przystanek kolejowy.
W okresie międzywojennym Kolumna należała do gminy Łask w powiecie łaskim w woj. łódzkim. 2 października 1933 utworzono gromadę Kolumna w granicach gminy Łask (Kolumna letniskowa utworzyła odrębną gromadę o nazwie Las-Kolumna Miasto).
Podczas II wojny światowej włączona do III Rzeszy. Po wojnie Kolumna powróciła do powiatu łaskiego w woj. łódzkim jako jedna z 20 gromad gminy Łask (nadal odrębna od gromady Las-Kolumna-Miasto). 21 września 1953 gminę Łask zniesiono przez przemianowanie na gminę Wiewiórczyn.
W związku z reorganizacją administracji wiejskiej jesienią 1954, Kolumna weszła w skład nowej gromady Barycz (Kolumna letniskowa utworzyła odrębną gromadę Kolumna Las). 1 lutego 1957 z gromady Barycz wyłączono wieś Kolumna (a także Wierzchy), włączając ją do gromady Kolumna Las. 31 grudnia 1959 gromadę Kolumna-Las zniesiono w związku z nadaniem jej statusu osiedla, zmieniając równocześnie nazwę jednostki na Kolumna. W związku z tym wieś Kolumna stała się integralna częścią osiedla, a obie Kolumny (wiejska i letniskowa) po raz pierwszy podległy pod wspólną administrację.
1 stycznia 1973, w związku z kolejną reformą administracyjną znoszącą gromady i osiedla, całe osiedle Kolumna włączono do Łasku. Obecnie mianem Kolumna, często niestarannie, określa się też obszar letniskowy Kolumna-Las, ponieważ obie Kolumny (wiejska i letniskowa) stanowiły jeden organizm osiedlowy przez 13 lat i zostały równocześnie włączone do Łasku w 1973 roku. Niemniej jednak, TERYT nadal rozróżnia część wiejską (Kolumna, SIMC 0976310) i część letniskową (Kolumna-Las, SIMC 0976327). Ponadto odrębną częścią miasta stanowią Wierzchy (SIMC 0976391), które także były częścią osiedla Kolumna w latach 1959–1972.

## Religia
W Kolumnie przy ul. Letniej 5 znajdowała się synagoga. Jej budynek był mocno przebudowany, prawdopodobnie bejt ha-midrasz, spełniający też funkcję domu modlitwy dla Żydów przebywających tu na letnisku. Obok niej znajdował się dom rabina. Nieliczni miejscowi Żydzi należeli zapewne do gminy w Łasku, istniejącej tam co najmniej od 1714 roku.